# Shuvajävri
Vyelmuds Tsuuvajävri eller Shuvajävri är en sjö i Finland. Den ligger i kommunen Enare i landskapet Lappland, i den norra delen av landet, 1 000 km norr om huvudstaden Helsingfors. Arean är 28,7 hektar och strandlinjen är 2,82 kilometer lång. Sjön  ingår i Pasvik älvs huvudavrinningsområde.   Omgivningarna runt Vyelmuds Tsuuvajävri är i huvudsak ett öppet busklandskap.